# Westmanland (Maine)
Westmanland – miasto w Stanach Zjednoczonych, w stanie Maine, w hrabstwie Aroostook.